# Wildensteinkatalogen
Wildensteinkatalogen är en katalog som beskriver konstverk (främst oljemålningar) av den berömde franske impressionisten Claude Monet. Katalogen skapades av den franske konstexperten Daniel Wildenstein och har efter dennes död år 2001 övertagits av sonen Guy Wildenstein. De tavlor som ingår i denna katalog betraktas mer eller mindre officiellt som avgörande för äkta målningar av Claude Monet. Tavlor signerade "Claude Monet" anses endast äkta om de upptages i Wildensteinkatalogen.
När nya målningar av konstnären påträffas utgör Wildensteinkatalogen det organ som avgör huruvida målningen är en äkta Monet eller inte. De tavlor som godkänns värderas ofta till värden på över 1 miljon euro. Om tavlan däremot inte godkännes blir tavlan mer eller mindre betraktad som ett falsarium, och dess värde reduceras mycket kraftigt.
Wildensteinkatalogen står i stor kontrast till de kommittéer som avgör äktheten av många andra stora konstnärer som till exempel Vincent van Gogh och Rembrandt. Kritik mot katalogen föreligger därför. Till exempel har Guy Wildenstein avslagit en tavla vilken av fristående konstexperter spårats tillbaka till Monets inköp av tavelduken med enda motivering att han inte kan gå emot sin döde fars ursprungliga beslut.